# Mira Bai

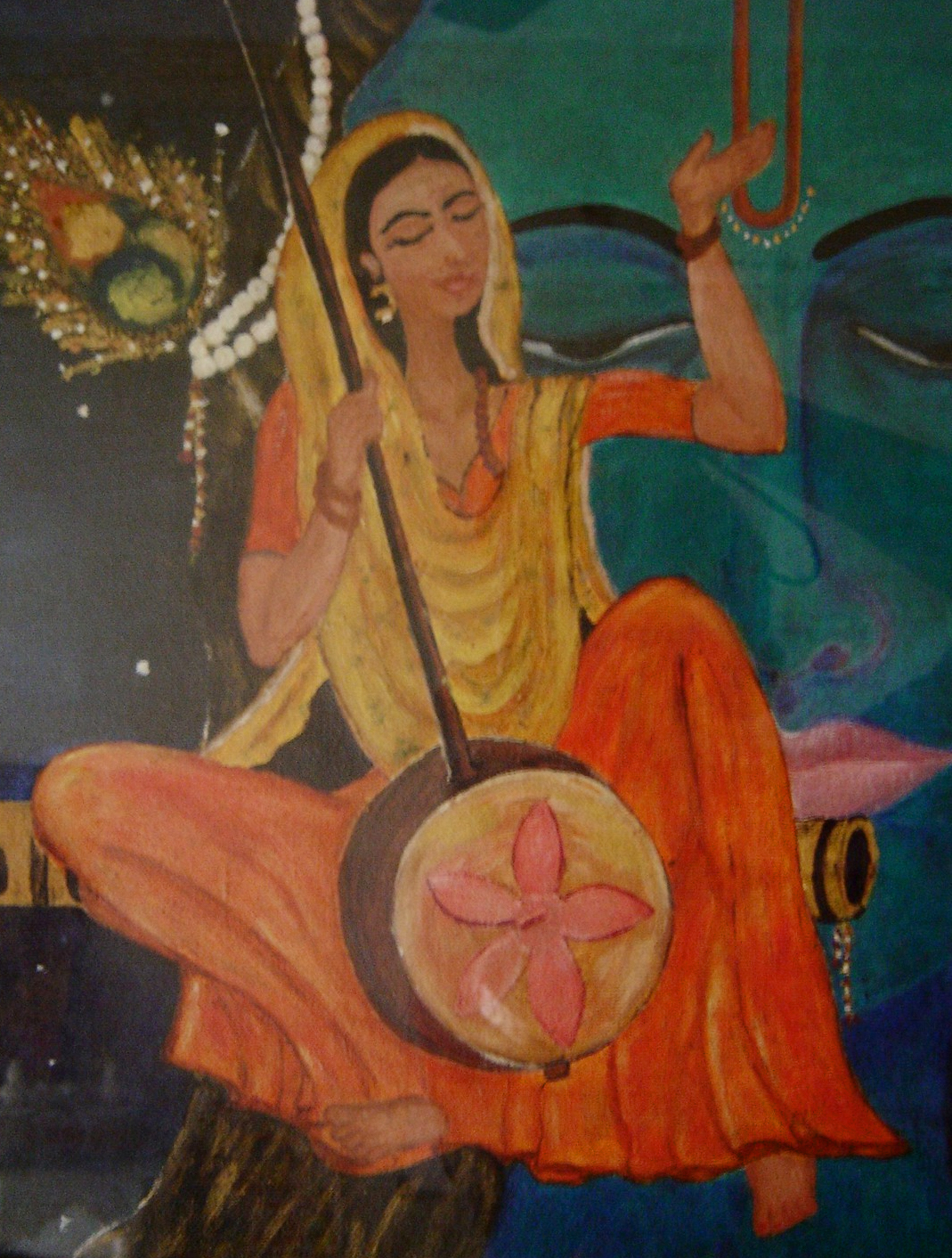
Mira Bai

Mira Bai, född 1498, död 1557, var en indisk hindumystiker. Hon stiftade en sekt, som i synnerhet dyrkade den unge Krishna. 
Mira var kungadotter från Meito och gift med hövdingen av Udaipur, men blev förskjuten på grund av sin religion. Hon författade religiösa sånger, som ännu sjungs av vissa sekter i Indien. Under en pilgrimsresa till Dvaraka sägs hon ha försvunnit i en gudabild och åtnjuter sedan dess gudomlig dyrkan. Se Wilson, "Sketch of the religious sects of the Hindus" (1832).